# Torre del Minaret
La Torre del Minaret, de Martinet o Torreta de la Vila és una construcció al Carrer Major d'Ascó (Ribera d'Ebre), adossada a la casa coneguda com a Ca Estisora. i declarada bé cultural d'interès nacional. Torre troncocònica de planta quadrangular adossada a un edifici cantoner, de manera que només són visibles dos panys de paret. La façana de tramuntana s'ha obert amb un portal i diverses finestres de factura moderna, així com una galeria al nivell superior. D'aquest mur destaca la presència d'una espitllera, tot i que en l'actualitat es troba tapiada. La façana de ponent presenta una única obertura a la part superior, consistent en una petita finestra d'arc rebaixat de pedra acarada. El parament dels murs és de pedra irregular, excepte els angles cantoners, fets de carreus escairats de mitjanes dimensions. La torre està coberta a un vessant que fa el desaiguat a tramuntana.
La Vila d'Ascó tenia dues comunitats, la “de Dins” (moriscs) i la “de Fora” (cristians vells). L'any 1595 s'uniren les dues i formaren un cos amb una universitat. Aquesta casa era el Portal de la Vila que separava els moriscs dels cristians; la Vila de Dins era on vivien els moriscs amb els privilegis donats per Ramon Berenguer IV i conservats fins al 1529 oficialment, el que els fou presa la mesquita en convertir-se -fingidament- al cristianisme; des d'aquest any es reunien per fer les pràctiques religioses mahometanes a Ca Estisora, d'aquí el dir "minaret" al pis de dalt.
Alguns dels noms documentats històricament a aquest espai foren:
- Portal de la Vila[3]
- Torre de Martinet[4]
- Portal de la Crestiandat Nova[4]
- Portal de la Vila de Dins[5]